# 沙翁

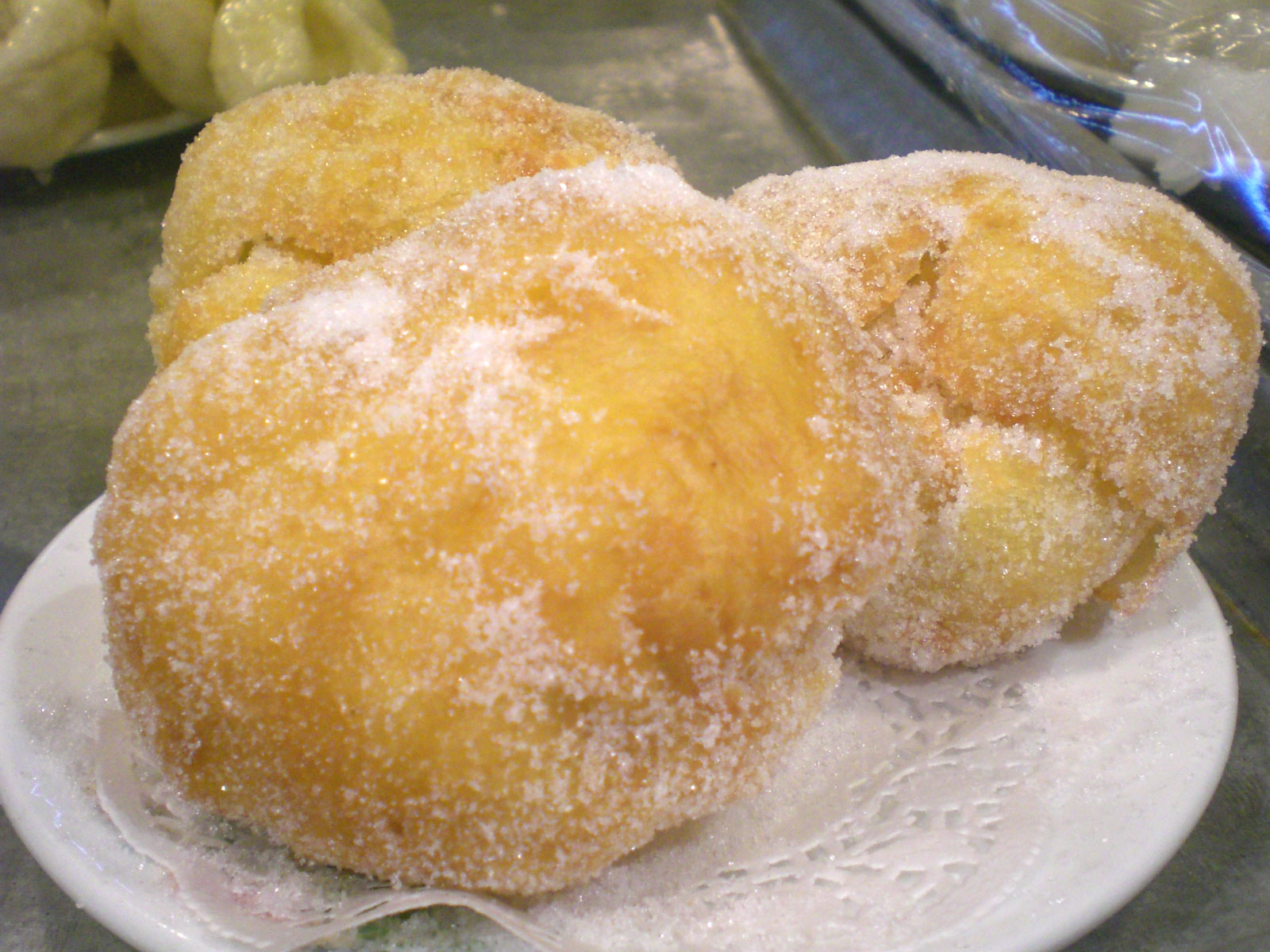
廣東沙翁

沙翁又稱炸蛋球、沙壅、冰花蛋球、琉璃蛋球，是源自中國的油炸甜食，流行於香港、廣東、河南等地，又傳至琉球群島。現時各地的沙翁略有不同，但都是使用雞蛋、油及麵粉混合的麵團炸起後在外加糖而成。

## 不同地區的沙翁

### 香港及廣東
沙翁在廣東最遲在明朝末年已經出現，據屈大均《廣東新語》載，當時廣東人以糯米粉加上白砂糖、豬油同煮，稱為「沙壅」，當時沙壅也是一種賀年食品，后来改为用面粉，而不用糯米粉，並加入雞蛋。因｢壅｣字生僻，加上炸熟后滚粘上一层白糖，犹如满头白发的老翁，故又作沙翁。

### 河南
在河南，炸蛋球稱為琉璃蛋球，與廣東沙翁的差異在於它並非在表面沾上砂糖，而是把炸好的蛋球放進煮熔的糖漿裡，讓糖漿包裹蛋球。

### 日本沖繩

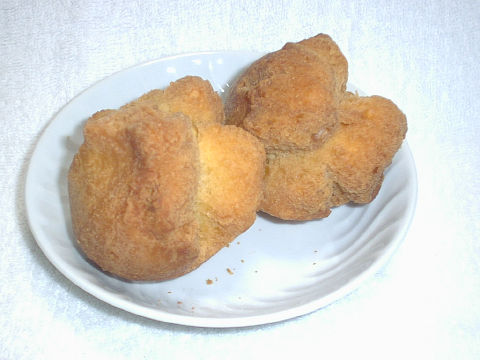
琉球沙翁

沙翁又傳到琉球，琉球語首里方言稱為，宮古群島稱為。其中「サーター」、「さた」是糖的意思，「アンダーギー」即油炸之意，「ぱんびん」即油炸麵食，在日本本土又稱為「砂糖天婦羅」（砂糖てんぷら）。在琉球國時代，當地宮廷御廚到中國學習廚藝，其中包括沙翁的製法，回國後就以當地的食材製作沙翁。有些琉球沙翁會用黑糖代替白糖，在店家售賣時為了區別，會把用白糖的稱為白沙翁（白サーターアンダーギー），用黑糖的稱為黑沙翁（。而隨着東亞人口在19世紀末期開始移居北美洲，沙翁也流傳到夏威夷，而當地人亦保留琉球人的稱呼，叫這種食物作「andagi」。

### 帛琉
日治時代，來自沖繩的移民將沙翁帶到了帛琉，帛琉人稱為Tama，源自日語「球」的意思。

## 現況
沙翁表面脆口、內裏鬆化，而且蛋味香濃，從前在香港很多酒樓和茶餐廳供應，現在已較為少見，但在傳統港式麵包店仍經常能看到。河南琉璃蛋球和沖繩的沙翁則是當地家庭小吃，在沖繩也被視為節日和祭典的食品，也是納徵時代表女方的食品。

## 類似食品
- 泡芙
- 甜甜圈
- 贝奈特饼